# Переписи населения Испании

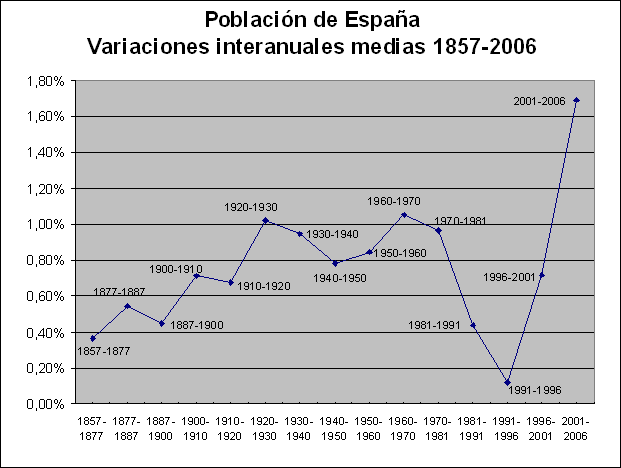
Средние межгодовые изменения численности населения Испании по данным переписей, 1857–2006.

Переписи населения в Испании заключаются в периодическом сборе, обобщении, анализе и публикации данных о народонаселении. Одновременно с переписью населения осуществляется перепись жилья, так как в Испании принято связывать между собой жителей и жилые площади, на которых они живут. Согласно испанскому законодательству переписи проводятся обычно каждые 10 лет. Перепись населения как правило организуется Национальным институтом статистики, муниципалитетами и институтами статистики автономий. Граждане могут принять участие в организации и проведении переписи в качестве переписчиков, кураторов или других работников.

## История вопроса
Первая перепись населения Испании, ставящая целью изучение структуры населения страны, состоялась в 1768. Её осуществил граф Аранда. Это происходило в царствование Карлоса III, хотя первая официальная перепись состоялась в 1857. Результат = 12.6 миллиона жителей. Третья перепись населения состоялась в 1910. На тот момент население Испании составляло чуть больше 15 миллионов. В итоге, с 1857 года было проведено 16 переписей населения: 1857, 1860, 1877, 1897, 1900, 1910, 1920, 1930, 1940, 1950, 1960, 1970, 1981, 1991, 2001 и 2011.

### Первые переписи
| Год       | Население             | Характеристики переписи |
| 1822      | 11 661 865            | Перепись населения была проведена в результате принятия распоряжения от 27 января 1822 года, которая устанавливала новое территориальное распределение Испании с 52 провинциями.                           |
| 1826      | 13 940 234            | Перепись была проведена полицией по 33 провинциям Испании. Политический деятель Паскуаль Мадос назвал эту перепись одним из самых точных в Испании того времени.                                           |
| 1831,1832 | 11 158 274 11 207 639 | Политическая нестабильность, с которой совпала эта перепись, привела к тому, что, по мнению Мадоса, она была проведена не точно. Фактически, некоторые данные населения были взяты из предыдущей переписи. |

## Задачи переписей
В Испании переписи населения позволяют выявить сколько населения в Испании и как оно распределяется по полу, возрасту, месту рождения, семейному положению, месту жительства, плотность населения, число работающих и безработных жителей страны, их процент от общего населения, число людей, которые учатся, место их учебы, чем они занимаются в рамках учёбы и вне её, число ежедневных перемещений населения, состояния их жилья, составление характеристик домов, зданий и помещений. 
Полученная информация применяется для планирования демографической, санитарной, воспитательной, социальной политики, политики защиты окружающей среды, и оценивать результаты проведённых мероприятий. На основе переписи формируется бюджет, который выделяет государство и муниципалитеты на развитие страны (например, на строительство дорог, домов, школ и т. д.)

## См.также
- Население Испании